# Alien Syndrome
Alien Syndrome (OT: jap. エイリアンシンドローム, Eirian Shindorōmu) ist ein Run & Gun Shooter, der 1987 von der Spielefirma Sega für Arcade und 1988 für den Commodore 64 entwickelt wurde. Das Spiel verwendet ein Side-Scroller-System, welches dem Spieler erlaubt, entweder einen männlichen Soldaten namens Ricky oder eine weibliche Soldatin namens Mary während dem Kampf gegen Aliens zu verwenden und Geiseln zu retten, bevor die Zeit abläuft.

## Beschreibung
Aliens, die schleimig, giftig, heimtückisch und nahezu unzerstörbar sind, haben eine Außenkolonie infiltriert. Die gesamten Einwohner werden von bösartigen Aliens als Geiseln festgehalten. Der einzige Weg, um die Aliens loszuwerden, ist eine Sprengung. Aber das würde hunderte Menschenleben kosten. Alle Geiseln müssen befreit werden. Am Ende jedes Levels wartet ein Super-Alien (Endgegner).

## Gameplay
Zwei Spieler steuern zwei Soldaten namens Ricky und Mary, die sich durch große, achtfach scrollende Level kämpfen und gleichzeitig ihre Kameraden retten, die von Außerirdischen gefangen gehalten werden. Zu Beginn jedes Levels wird eine Zeitbombe an Bord des befallenen Schiffs platziert und die Spieler müssen ihre Aufgabe erfüllen, bevor die Zeit abläuft, was zur Zerstörung des Schiffs führen würde. Nachdem sie eine bestimmte Anzahl von Geiseln gerettet haben, öffnet sich der Ausgang und sie können hindurchgehen, um den Wächter am Ende des Levels zu bekämpfen. Wird diese Monstrosität vor Ablauf der Zeit besiegt, können sie zum nächsten Level übergehen. Sobald alle sieben Level abgeschlossen sind, beginnt das Spiel von vorne – mit aggressiveren Aliens und kürzerer Zeit für den Countdown zum Beenden der Level. Alien Syndrome bietet zwei Spieler gleichzeitiges Gameplay und Extras, darunter bessere Waffen und Karten des aktuellen Levels.

## Portierungen
Das Spiel wurde für die folgenden Systeme veröffentlicht: Amiga, Amstrad CPC, Atari ST, Commodore 64, NES, MSX, Sega Game Gear, Sega Master System, Sharp X68000 und ZX Spectrum.

## Rezeption
In Japan listete Game Machine Alien Syndrome in seiner Ausgabe vom 15. Mai 1987 als dritterfolgreichstes Arcade-Spiel des Monats. Die ursprüngliche Arcade-Version des Spiels wurde in der Juli-Ausgabe 1987 von Computer and Video Games rezensiert. Clare Edgeley beschrieb es dort als „eines der fesselndsten Spiele“, das sie „seit Monaten gespielt“ habe. Sie lobte die Alien-artige Horroratmosphäre, die gruseligen Sounds, die Spezialeffekte, die Grafik und das Gameplay. Sie sagte, es sei „das erste Mal, dass mich die Atmosphäre und der Suchtfaktor eines Shoot 'em ups auf einen anderen Planeten versetzt haben“, und kam zu dem Schluss, dass es „fantastisch“ sei.
Die Master-System-Version des Spiels wurde im Magazin Console XS rezensiert und erhielt 85 % der Punkte. 1989 erschien eine Rezension in Dragon mit zwei von fünf Sternen.